# Petricani
Petricani é uma comuna romena localizada no distrito de Neamţ, na região de Moldávia. A comuna possui uma área de 30.91 km² e sua população era de 5887 habitantes segundo o censo de 2007.